# Asfour Stah
Asfour Stah (francouzsky Halfaouine, l'enfant des terrasses, arabsky: عصفور السطح) je tunisko-francouzský hraný film z roku 1990, který režíroval Férid Boughedir podle vlastního scénáře.

## Děj
V Halfaouine, dělnické čtvrti Tunisu, se mladý Noura zmítá mezi několika světy. Tím mužským v ulicích a tím ženským, který vidí v hammamu, kam může i přes blížící se pubertu stále chodit s matkou. Jeho představivost je plná obav z přechodu do dospělého života. Film zachycuje obraz tuniského života a tamní jemné a složité vztahy mezi muži a ženami.

## Obsazení
| Selim Boughedir    | Noura          |
| Mustapha Adouani   | Si Azzouz      |
| Rabia Ben Abdallah | Jamila         |
| Mohamed Driss      | Salih          |
| Hélène Catzaras    | Latifa         |
| Fatma Ben Saïdane  | Saloua         |
| Abdelhamid Guayas  | Cheikh Mokhtar |
| Jamel Sassi        | Moncef         |
| Carolyn Chelby     | Leïla          |
| Fethi Haddaoui     | Khemaïs        |

## Ocenění
- César: nominace v kategorii nejlepší filmový debut